# Gmina Nowy Korczyn
Die Gmina Nowy Korczyn ist eine Stadt-und-Land-Gemeinde im Powiat Buski der Woiwodschaft Heiligkreuz in Polen. Ihr Sitz ist die Stadt Nowy Korczyn (früher Nowe Miasto Korczyn). 

## Geografie
Die Stadt-und-Land-Gemeinde liegt etwa 60 km südöstlich von Kielce und 20 km südöstlich der Kreisstadt Busko-Zdrój. Die Weichsel bildet auf eine Länge von 19 km die östliche Gemeindegrenze. Das namensgebende Dorf liegt an der Mündung der Nida in die Weichsel, über die hier eine Fähre führt. Die Gemeinde hat heute landwirtschaftlichen Charakter mit fast 70 % Ackerboden (Getreide, Kartoffeln, Tierzucht, daneben Obst- und Gemüseanbau) und rund 10 % Waldfläche. Ein Teil der Gmina gehört zum Landschaftsschutzpark Nidagebiet.

## Geschichte
Mit der erneuten Erhebung Nowy Korczyns zur Stadt am 1. Januar 2019 wurde aus der Landgemeinde Nowy Korczyn die Stadt-und-Land-Gemeinde Nowy Korczyn.

## Gliederung
Die Stadt-und-Land-Gemeinde umfasst die Schulzenämter: Badrzychowice, Błotnowola, Brzostków, Czarkowy, Grotniki Duże, Grotniki Małe, Górnowola, Harmoniny, Kawęczyn, Łęka, Nowy Korczyn, Ostrowce, Parchocin, Pawłów, Piasek Wielki, Podraje, Podzamcze, Rzegocin, Sępichów, Stary Korczyn, Strożyska, Ucisków, Winiary Dolne und Żukowice.